# Vintage Violence
Vintage Violence je debutové sólové studiové album velšského hudebníka Johna Calea, vydané v březnu roku 1970 prostřednictvím hudebního vydavatelství Columbia Records. Původně album vyšlo na gramofonové desce, na kompaktním disku bylo poprvé představeno až koncem osmdesátých let. Spolu s albem Church of Anthrax, jež bylo vydáno v následujícím roce, jde o Caleovo jediné album publikované touto společností; později přešel k vydavatelství Reprise Records. Cale je spolu se svým tehdejším častým spolupracovníkem Lewisem Merensteinem producentem alba a pod deseti z jedenácti písní je podepsán také autorsky. O hudební doprovod se na albu postarala skupina Grinder's Switch vedená Garlandem Jeffreysem.

## Před vydáním
Když byl John Cale v září roku 1968 vyhozen ze skupiny The Velvet Underground, začal se věnovat produkování a hraní na albech jiných interpretů. Během roku 1969 sice nahrál několik skladeb pro album Church of Anthrax, tedy pro jeho společný projekt s Terrym Rileyem, ale vydání se toto album dočkalo až počátkem roku 1971, poté co byly skladby pro album nahrány znovu v roce 1970. Koncem roku 1969 se tak John Cale rozhodl nahrát své první sólové album.
Nahrávalo se ve dnech 27. a 29. října 1969 v neznámém studiu v New Yorku a o produkci se spolu s Calem staral Lewis Merenstein, jenž s ním v tu dobu spolupracoval i na několika dalších albech (například Glass Harp od stejnojmenné skupiny, na kterém Cale hrál na violu). Merenstein v té době začal pracovat se skupinou Grinder's Switch, již vedl zpěvák Garland Jeffreys. Právě tato skupina posloužila jako doprovod také na Caleově debutovém albu.
Sám John Cale o nahrávání řekl, že první den naučil ostatní hudebníky písně a za následující dva dny je nahráli; rovněž uvedl, že si na tomto albu chtěl vyzkoušet, zdali umí psát jednoduché písně.

## Vydání
Album ve Spojených státech amerických vyšlo dne 25. března 1970 na gramofonové desce u vydavatelství Columbia Records a v hitparádových žebříčcích se neumístilo. Obal pro album původně vytvořil Andy Warhol. Jeho návrh ovšem zamítlo vedení společnosti Columbia Records, jemuž se nelíbily Caleovy dlouhé vlasy na titulní fotografii. Nechalo proto vytvořit nový návrh, obsahující fotografii ostříhaného Calea a přes hlavu má navíc přetaženu punčochu. Jméno umělce a název alba je na tomto novém návrhu uvedeno na Caleově čele.
První singl k albu obsahoval písně „Cleo“ a „Fairweather Friend“ a vyšel 21. dubna 1970; druhý s písněmi „Big White Cloud“ a „Gideon's Bible“ vyšel 3. listopadu téhož roku. V roce 2001 vyšlo remasterované album na kompaktním disku se dvěma bonusovými skladami. První z nich byla alternativní verze písně „Fairweather Friend“ a druhá pak instrumentální a nejvíce experimentální skladba z celého alba „Wall“. O nahrávce skladby „Wall“ nemá společnost Columbia Records žádné záznamy a ani Merenstein si na její nahrávání nevzpomíná; její vznik se tedy pravděpodobně datuje do jiné doby.

## Skladby

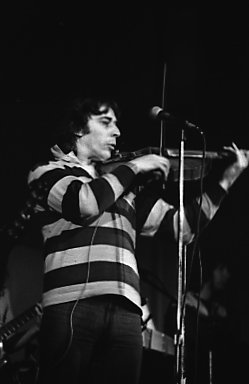
John Cale v roce 1977

První píseň na albu, bezmála tříminutová „Hello There“, svou atmosférou připomíná styl skupiny The Band, avšak Cale k ní napsal text s prvky britského humoru. Následuje „Gideon's Bible“ (původním názvem „A Day with Clancy“), jejíž valivý rytmus je doprovázen výraznou kytarou a abstraktním textem. Následuje „Adelaide“ a po ní „Big White Cloud“, ve které Cale diriguje smyčcovou sekci. Americký hudebník Anthony LaMarca nahrál vlastní verzi písně „Big White Cloud“ a zařadil ji mezi „písně, které by si přál napsat“. Píseň „Cleo“ provází výrazné varhany a ženské vokály. Na šesté pozici se nachází countryrocková čtyřminutová píseň „Please“.
Na první pozici druhé strany původní vinylové desky se nachází pětiminutová „Charlemagne“ začínající hrou na klavír. Následují „Bring It on Up“ a tichá akustická píseň „Amsterdam“. V úvodu písně „Ghost Story“ jsou opět slyšet varhany a její text vypráví příběh o ženě, která si kupuje nový žaludek; sám Cale tuto píseň označil za svou nejoblíbenější z celého alba. Píseň je zpočátku pomalá, avšak později se změní do rychlého tempa a nakonec je náhle přerušena. Sampl písně byl roku 2000 použit ve skladbě „Two Hearts in 3/4 Time“ z alba Since I Left You australské skupiny The Avalanches. Album uzavírá píseň „Fairweather Friend“, kterou – na rozdíl od všech ostatních na albu – nesložil John Cale, ale Garland Jeffreys. Na reedici z roku 2001 se nachází ještě píseň „Wall“, v níž Cale hraje pouze na violu a jiné nástroje zde nejsou.

## Kritika
Společnost Columbia Records album v době jeho vydání prakticky nepropagovala, podle slov producenta Lewise Merensteina vydavatelství ani nevědělo, jak takové album propagovat, a dostalo se mu tak velmi malého počtu recenzí. Například Ed Ward pro časopis Rolling Stone napsal, že album „zní, jako kdyby Phil Spector, šest let naložený v burgundském, anýzu a chilli papričkách, produkoval album skupiny Byrds“. Publicista Tim Jurgens, v rámci žebříčku padesáti nejlepších alb roku 1970 uveřejněném v časopisu Fusion, zařadil album Vintage Violence mezi další dobré desky toho roku. Kritik Robert Christgau o albu řekl, že tajemné texty by neměly být spojovány se záhadnými melodiemi, protože se lidé nebudou obtěžovat hledat odpovědi. Mark Deming, který album ocenil čtyřmi a půl z pěti možných hvězdiček, o albu pro server Allmusic napsal, že je to poslouchačsky překvapivě příjemná nahrávka zralého inteligentního popu, jejíž nevýhodou může být, že je až příliš sofistikovaná pro rádia.

## Seznam skladeb
Všechny skladby napsal John Cale, s výjimkou skladby „Fairweather Friend“, jejímž autorem je Garland Jeffreys. Autorem aranžmá v „Big White Cloud“ je Cale, který ji rovněž diriguje. Stejná skladba byla v roce 2007 nahrána znovu pro soundtrack k filmu Sejmi eso.
| Pořadí         | Název              | Délka |
| -------------- | ------------------ | ----- |
| 1.             | Hello There        | 2:48  |
| 2.             | Gideon's Bible     | 3:22  |
| 3.             | Adelaide           | 2:18  |
| 4.             | Big White Cloud    | 3:31  |
| 5.             | Cleo               | 2:35  |
| 6.             | Please             | 4:19  |
| 7.             | Charlemagne        | 5:03  |
| 8.             | Bring It on Up     | 2:24  |
| 9.             | Amsterdam          | 3:14  |
| 10.            | Ghost Story        | 3:48  |
| 11.            | Fairweather Friend | 2:32  |
| Celková délka: | Celková délka:     | 34:25 |

| Bonusy na reedici z roku 2001 | Bonusy na reedici z roku 2001           | Bonusy na reedici z roku 2001 |
| Pořadí                        | Název                                   | Délka                         |
| ----------------------------- | --------------------------------------- | ----------------------------- |
| 12.                           | Fairweather Friend (alternativní verze) | 5:29                          |
| 13.                           | Wall                                    | 6:06                          |
| Celková délka:                | Celková délka:                          | 46:00                         |

## Obsazení
Hudebníci
- John Cale – zpěv, kytara, klávesy, baskytara, viola, varhany
- Ernie Coralla – kytara
- Garland Jeffreys – kytara, doprovodné vokály
- Harvey Brooks – baskytara
- Stan Szelest – klavír
- Sanford Konikoff – bicí
- neznámé osoby – ženské vokály v „Cleo“[4]

Technická podpora
- John Cale – producent
- Lewis Merenstein – producent
- John McClure – vedoucí producent
- Jim Reeves – zvukový inženýr
- Don Meehan – zvukový inženýr
- Isi Véléris – fotografie